# 剣尾山
剣尾山（けんぴさん）は大阪府豊能郡能勢町宿野に位置する、標高784mの山。北摂山系の主要な山であり、関西百名山、大阪50山の一つである。

## 概要
剣尾山は、大阪府の北西部に所在する山で、北は京都府亀岡市に接する。標高は784mを測り、北摂第一の峻峯である。丹波高地や北摂山系のその他の山と同様に、準平原化した甞ての山脈が侵食されて残った残丘が、再隆起して作り上げられたと考えられる。この山は俗に「ツキガミネ」と呼ばれている。ツキガミネは当山ゆかりの月峯寺によるものと思われる。現月峯寺は、麓の大里村に再興されているが、もとは剣尾山山頂にあったもので、山頂付近には今でも旧寺の礎石や石垣が残り、さらに周辺には石造物等がいたるところに散在し、かつてはこの地の山岳信仰の中心であり、古くから多くの信者を集めていた、往時の隆盛を物語っている。
剣尾山月峯寺は、剣尾山からやや南へ下った尾根上に位置する。剣尾山の頂上は岩盤が露出し、「イワクラ」を想わせる環境である。展望も良好で、北西は丹波の山並みが見渡せ、東は京都市内の山々も部分的に見え、南は大阪湾が遠くに見える。当寺の縁起によれば、聖徳太子の命により日羅上人が開創したといわれ、広域な山上には七堂伽藍の荘厳が奇岩霊木とともに聳え立ち、霊山として近隣に知られてきたといわれる。

## 歴史
剣尾山および月峯寺については『摂津名所図会 下巻』にも挿絵を含めた記載があり、江戸時代においても著名であったことが知られる、と共に剣尾山月峰寺を理解する上からも参考となる。
『摂津名所図会 下巻』 剣尾山旧跡
『摂津名所図会 下巻』 剣尾山月峯寺
月峯寺跡の調査
月峯寺の課題
剣尾山月峯寺は、現在山麓の大里に移転しているが、剣尾山尾根上に残る中世の山岳寺院跡についてはあまり知られておらず、また研究も少ない。まさに忘れられた霊場といえるが、大阪府も滋賀県と同様に地方寺院の実態調査は進んでいない。そこで今回の報告では、中世の月峯寺跡を調査し、図面化した上で、石造物や地域史との接点を探りながら、その実態に迫りたい。
地表面観察からの寺院構造
剣尾山から南へ尾根を下ると、標高730m程の尾根の中央部に本堂跡といわれる平坦部がある。南北25m、東西23mの規模で、中心部に礎石が残っている。本堂跡から北東方向に20m程の距離に、北を除く三方が石塁囲みの平坦部がある。規模は南北20m東西46mで、寺の上級僧侶達が居住した場所の感じがする。根拠は広大な平坦部が確保され、西と南には高さ0.8m程の石塁が築かれていることや、その石塁間に2m程の出入口があることによる。本堂跡と同じ南向きで日当たりが良いが、石造物等の信仰の対象物が無い。

## 登山
岩、岩壁、森、剣尾山
修験者も修行の為に登った山・剣尾山。森には、大きな岩と壁が点在し、そこに描かれる仏像や梵字は、当時の様子を思い起こさせる。剣尾山の山頂からは、京都の亀岡も眺められる。最も一般的な登山路は阪急バス行者口から入山するもので、山頂までは1時間半程度。その他に、行者口から能勢の郷に入り横尾山経由のルートや大阪府青少年野外活動センター跡地から、おおさか環状自然歩道経由で入るものもある。

### 交通アクセス
鉄道
- 阪急電鉄大阪梅田駅 -22分- 能勢電鉄川西能勢口駅 -15分- 山下駅下車。
- 阪急バス山下駅 - 行者口バス停下車、徒歩にて山頂へ。

## 関連画像

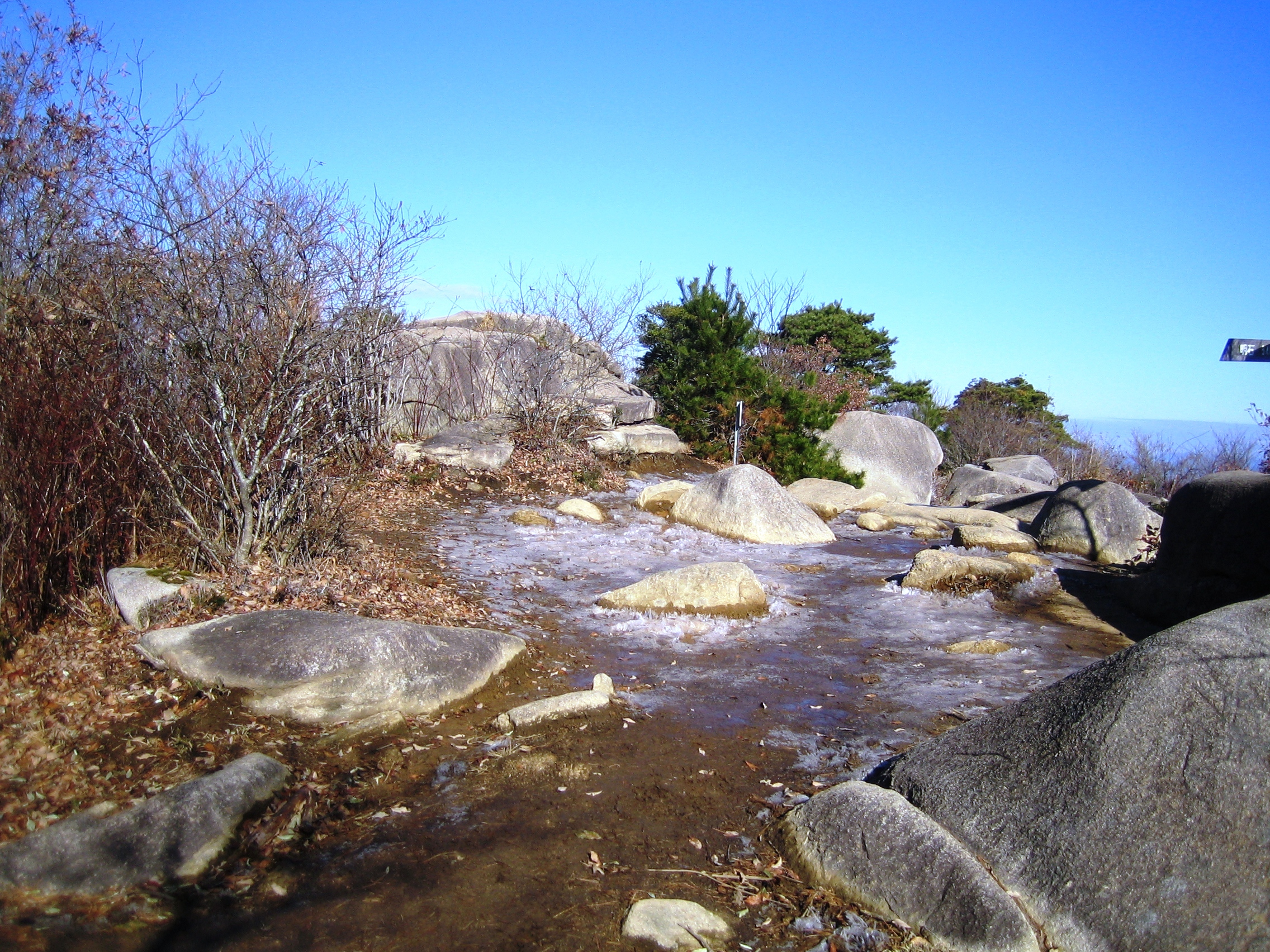
山頂付近
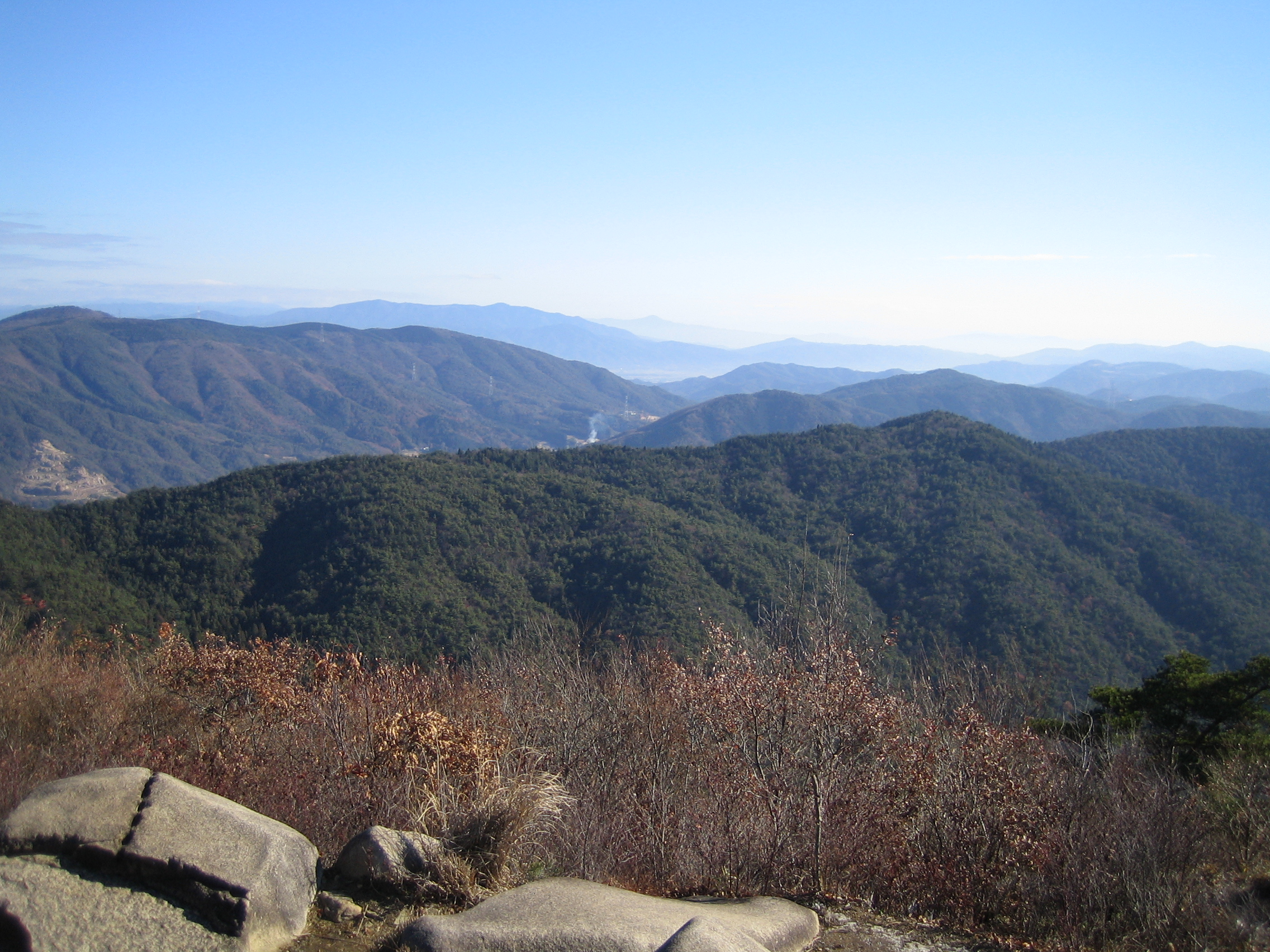
山頂から東北東を望む
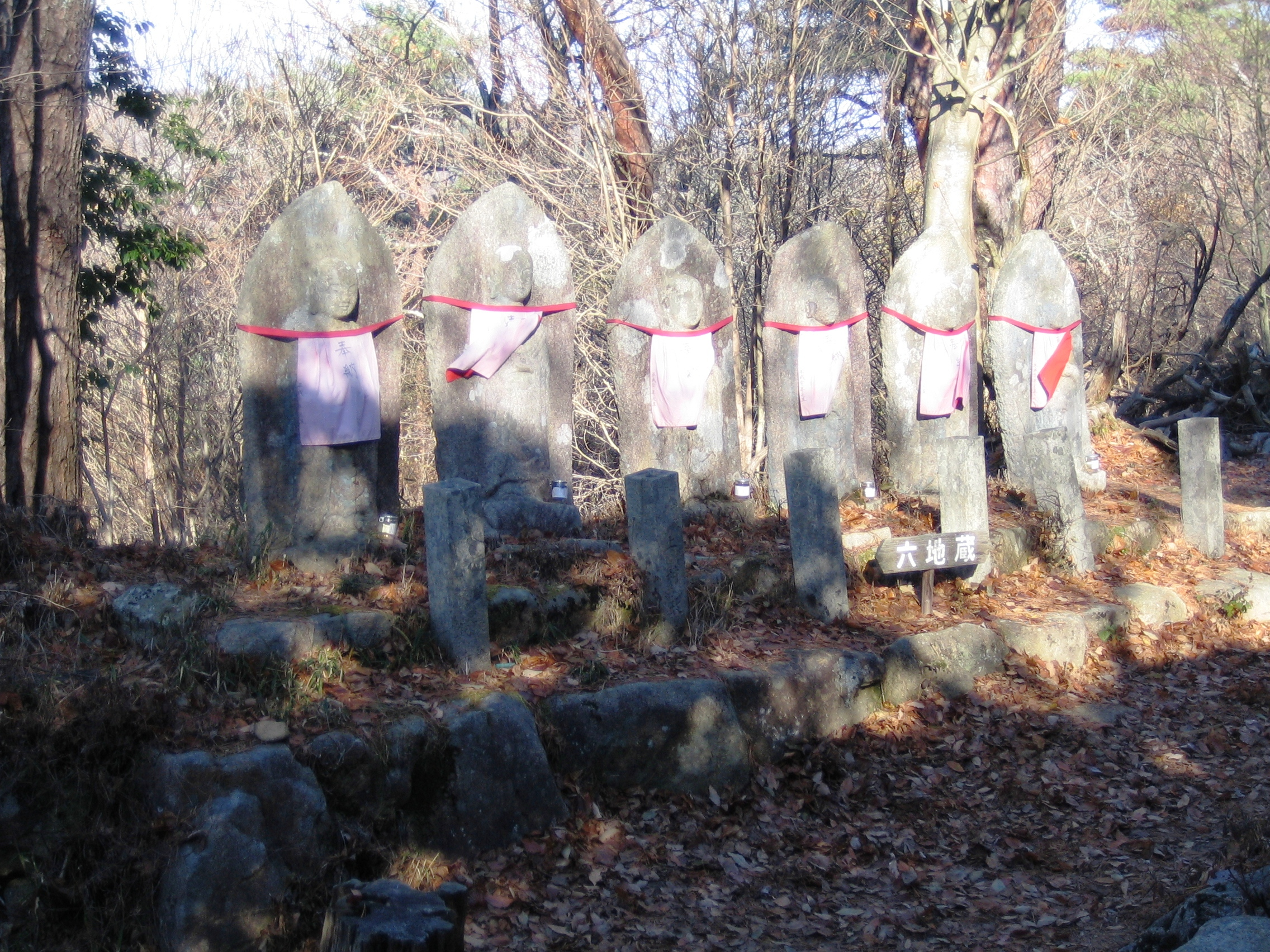
月峯寺跡

## 周辺施設
- 大阪府立総合青少年野外活動センター